# مجتمع ويكيبيديا

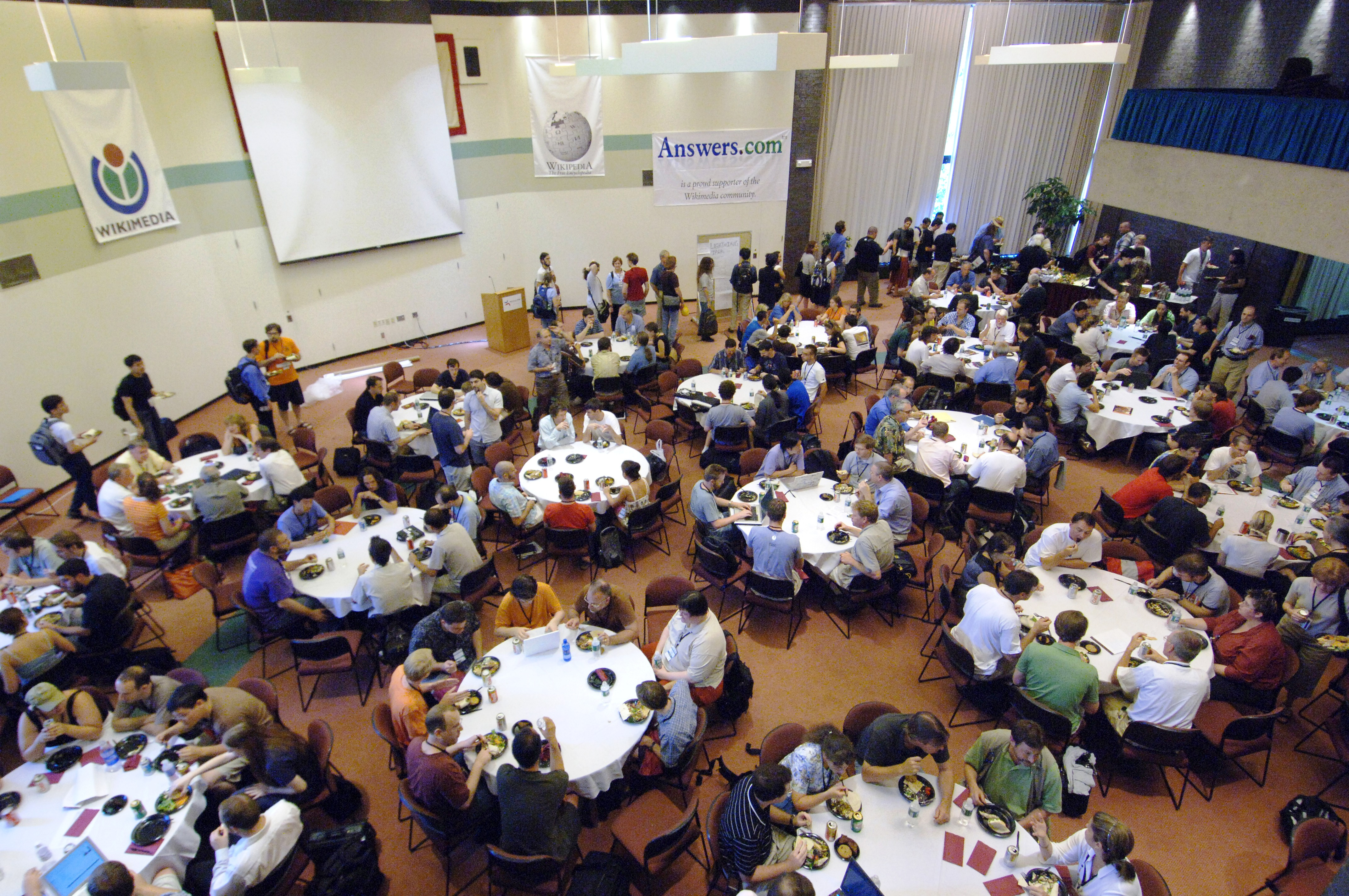
ويكيمانيا، مؤتمر لمجتمع ويكيبيديا الذي تنظمه مؤسسة ويكيميديا سنويًّا.

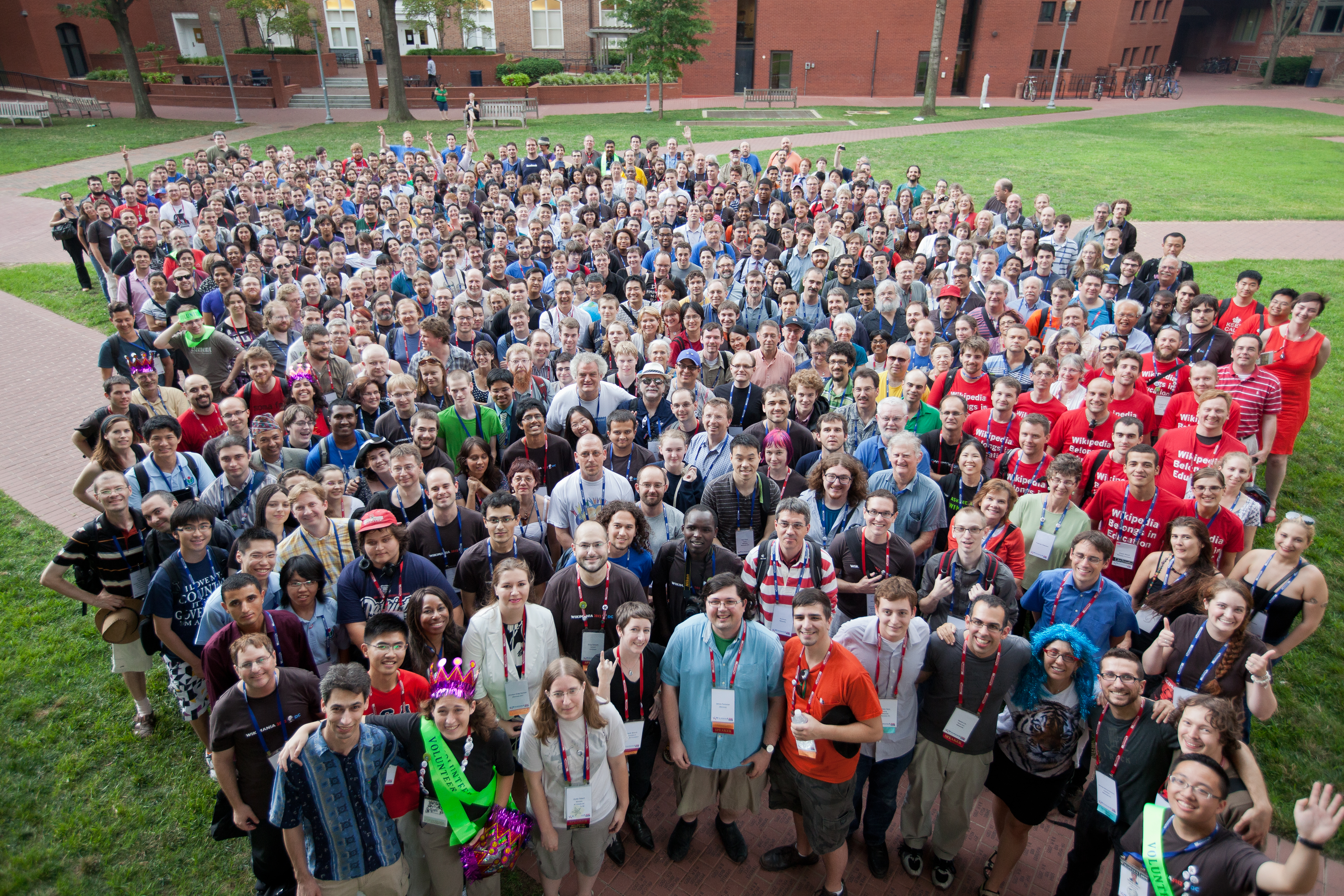
صورة جماعية للمشاركين بمؤتمر ويكيمانيا عام 2012

مجتمع ويكيبيديا هو مصطلح يطلق على مجموعة المُسهِمين في موسوعة ويكيبيديا على الإنترنت. ويسمَّى الفرد منهم بالويكيبيدي. معظم المُسهِمين بالمجتمع هم من المتطوِّعين. مع نموِّ الموسوعة انبثقت تصنيفاتٌ جديدة منها «ويكيبيدي مقيم». وحصل جدلٌ كبير بشأن دفع مكافآت لبعض محرِّري ويكيبيديا، ممَّا استدعى تدخلَ مؤسسة ويكيميديا نفسها.

## التسمية
مجتمع ويكيبيديا هي ترجمة لمصطلح (بالإنجليزية: Wikipedia Community) ويمكن استعمال مرادفات أخرى مثل الجماعة الويكيبيدية أو المجموعة الويكيبيدية. وهناك فئة استعملت مصطلح "الفيلق الويكيبيدي" على الإنترنت.[بحاجة لمصدر]

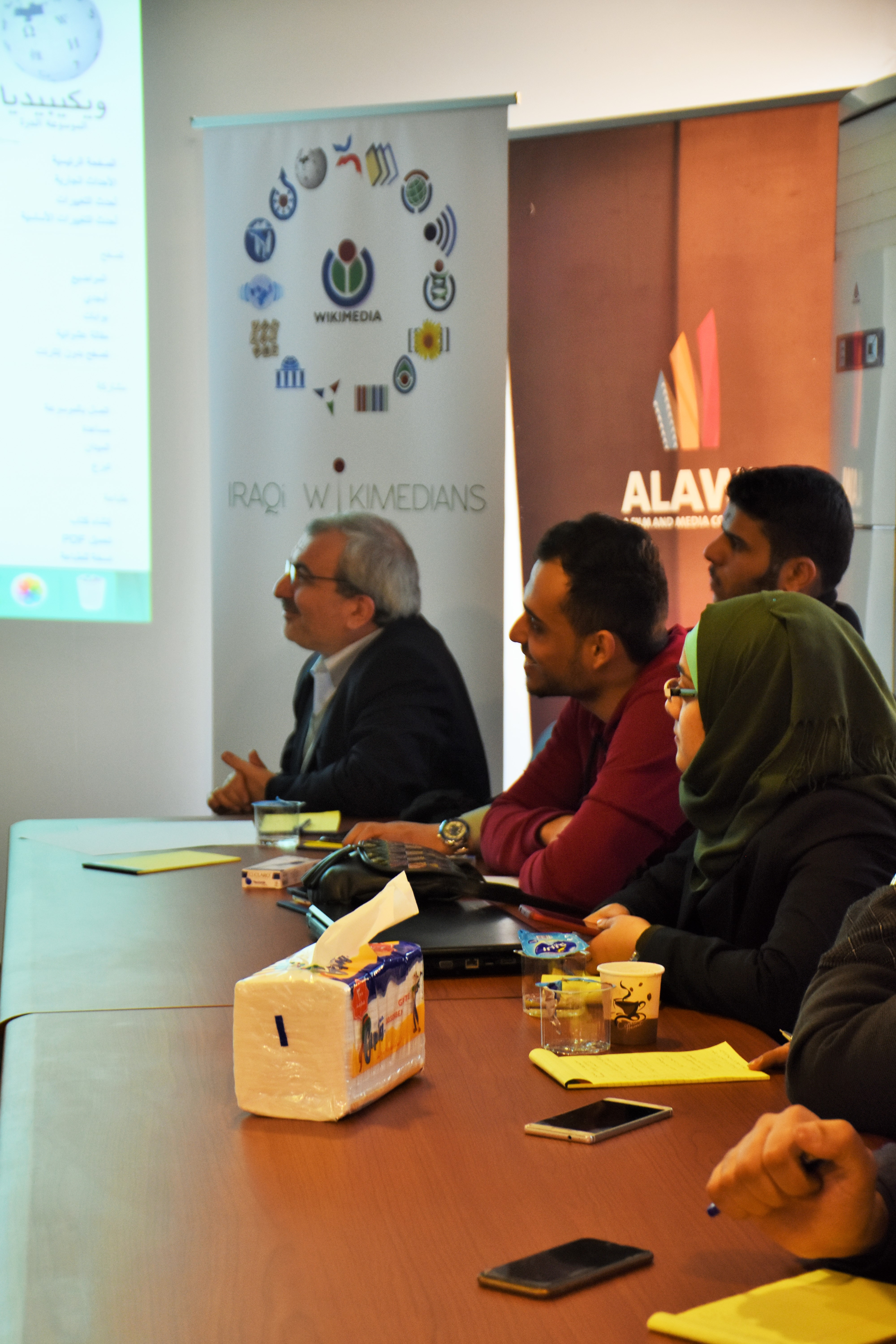
ورشة بغداد لاجتماع مجموعة من محرري ويكيبيديا سنة 2017

## حجم المجتمع
تدل الإحصائيات على نموٍّ مطَّرد لعدد المُسهِمين في بداية تأسيس الموسوعة، ولكن في بداية العقد الثاني من القرن الواحد والعشرين ميلادي، تباطأ النمو ففي نوفمبر 2011، كان مجملُ المُسهِمين 31.7 مليون مستخدِم مسجل في جميع اللغات. وكان منهم عددُ المستخدِمين النشيطين 27,000 كل شهر. وفي أبريل 2008، قدَّر الباحثون أن المجهود المطلوبَ لإنتاج الويكيبيديا هو 100 مليون ساعة عمل. وفي أكتوبر 2013، أصبح عددُ المحرِّرين 31 ألف محرِّر بانخفاض بنسبة 30% مقارنةً بسنة 2007، وما زال العدد في نقص[بحاجة لمصدر]. ومع هذا الانخفاض الحاصل، لا تزال الموسوعةُ تنمو وعددُ المقالات تزداد. وتُظهر الإحصائيات أن نصفَ المُسهِمين يُمضون ساعةً يوميًّا في التحرير، في حين خُمسُ المحرِّرين يقضون أكثرَ من ثلاث ساعات يوميًّا.[بحاجة لمصدر]

### حجم المجتمع الويكيبيدي العربي
سجلت إحصائيات ويكيبيديا العربية في 14 يوليو 2025 أن عدد المستخدِمين المسجِّلين في ويكيبيديا العربية هو 2٬740٬147 عضو، منهم 6٬264 ناشط و26 إداريًّا و5 بيروقراط و1٬023 محررًا و81 مراجعًا.

## الحوافز
هناك العديدُ من البحوث عن الحوافز التي تدفعُ المُسهِمين في التطوُّع للعمل بالموسوعة.

### بحث نوف
في عام 2007، أجرى أوديد نوف بحثًا قارن فيه دوافعَ تطوُّع مستخدمي ويكيبيديا بثمانية حوافزَ تعد دوافعَ العمل التطوعي هي:
- القِيَم: قيم متعلقة بالشهامة ومساعدة الآخرين.
- التواصُل: التواصل مع الأصدقاء والمشاركة بنشاطات تجلب فخرَ الآخرين.
- التفهُّم: توسعة المعرفة بالقيام بنشاطات.
- المِهَنية: اكتساب خبرات ومهارات عملية.
- الوقائية: تقليل شعور الذنب تجاه التمييز الاجتماعي (على سبيل المثال).
- التطوير: إثبات امتلاك المعرفة للآخرين.
- العقيدة: دعم عقيدة ما، وبخاصَّة نشر المعرفة المجَّانية.
- المرح: الاستمتاع بالعمل.

وأظهرت نتائجُ البحث أن أهمَّ الحوافز التي تدفع الويكيبيديين للتطوُّع هي: المرح، والعقيدة، والقِيَم. أما الحوافزُ الأقل تأثيرًا فهي: المِهَنية، والتواصل، والوقاية.

### أبحاث مؤسسة ويكيميديا

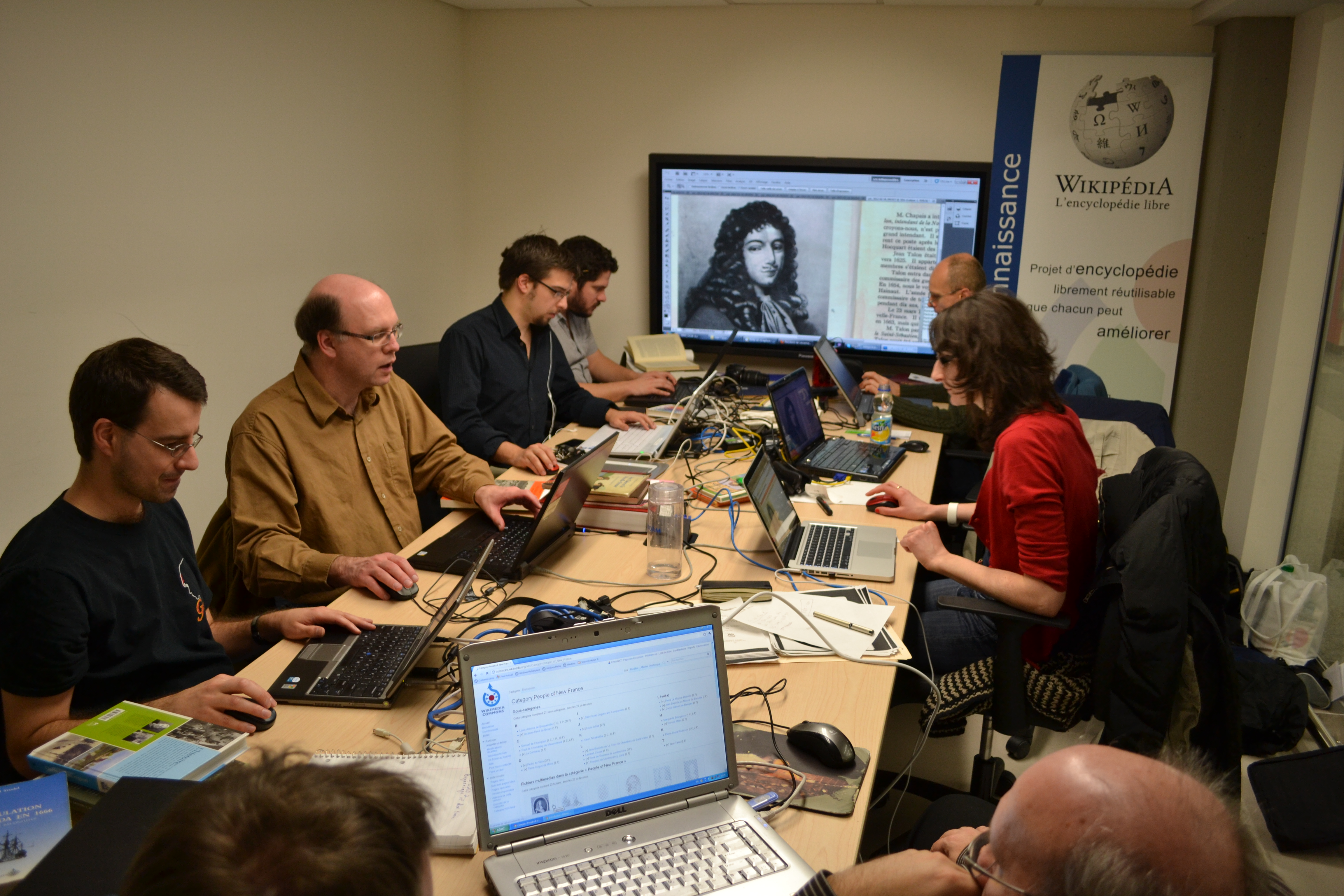
ويكيبيديون في اليوم الاشتراكي الموحد لجامعة لافال، كيبيك في فبراير 2012.

قامت مؤسسة ويكيميديا بأبحاث مستفيضة مع قراء ومحرري الموسوعة ونشرت نتائجها عام 2011. ودلت النتائج أن معظم المساهمين يتطوعون للعمل مع الموسوعة لسببين: الرغبة في مشاركة المعرفة وتصحيح الأخطاء.

### تعليقات المحررين
بتحليل تعليقات المحررين وجد أن الحوافز المشتركة لمعظمهم هي: الإستمتاع بالمساهمة والتواصل مع الجماعة الويكيبيدية. كما ذكر بعضهم أن للويكيبيديا تأثير إدماني عليهم.

### فئات الويكيبيديين
المجتمع الويكيبيدي أكان عالمي أم إقليمي عربي مثلا ليس فئة واحدة وأعضاؤه يقومون كل على حدة بمهام متعددة أو واحدة فقط حسب صلاحياتهم التي تحددها ميولاتهم وهواياتهم وشخصياتهم. انظر ويكيبيديا:مستويات صلاحيات المستخدم، انظر أيضًا: ويكيبيديا:ويكيبيديون.

### الأوسمة
يمنح أعضاء المجتمع بعضهم أوسمة فيما يسمونه «أوسمة حظيرة النجوم» تشجيعا لبعضهم البعض. وبمراجعة لائحة الأوسمة تجد أن المحررين أنفسهم يقدرون قيم عملية كثيرة بجانب إنشاء وتحرير المقالات منها التعاضد المجتمعي والقيام بالأعمال الإدارية والرغبة بالتعبير ببلاغة.

## المخالطة

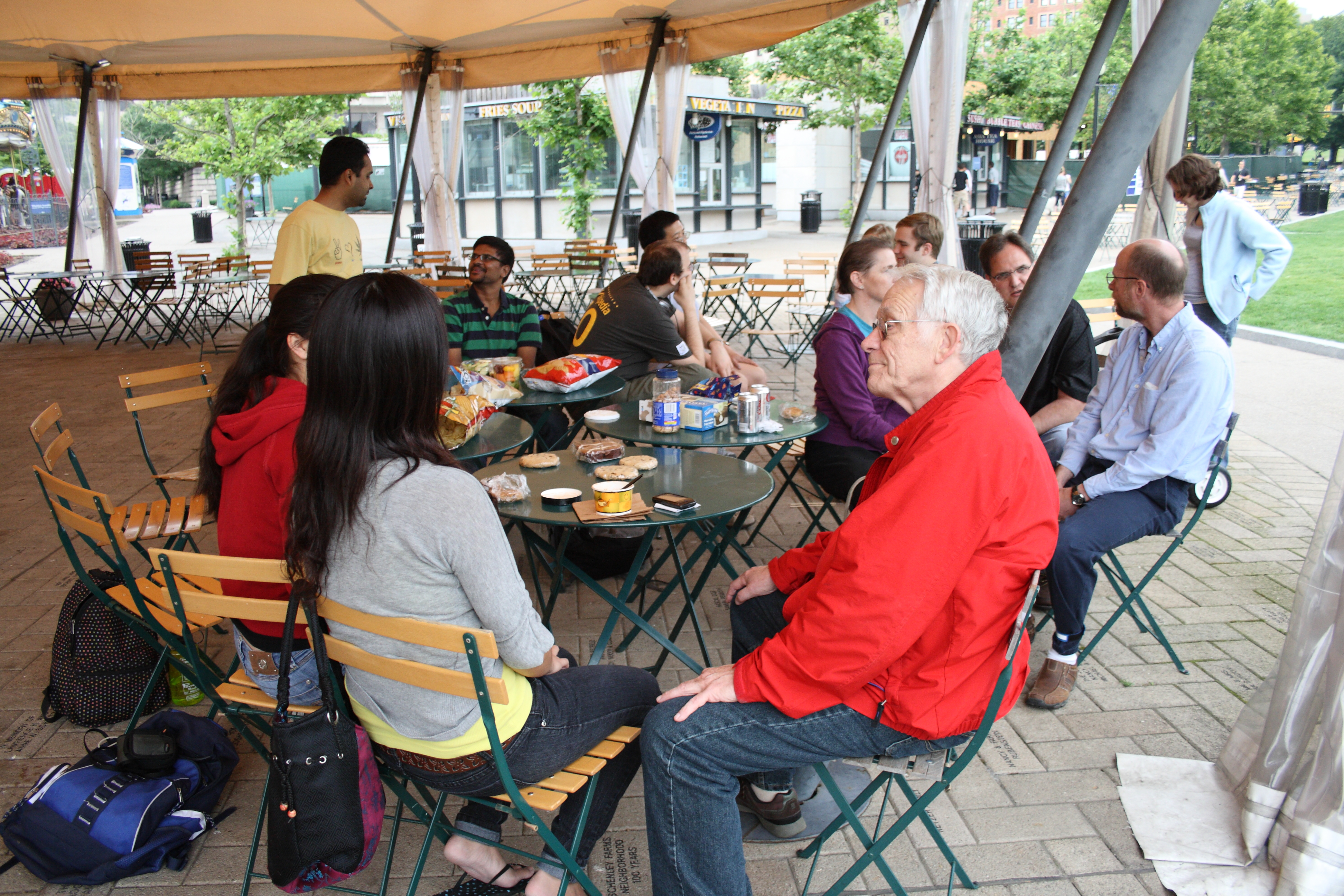
إجتماع ويكنيك في مدينة بيتسبورغ عام 2011

تنظم مؤسسة الويكيبيديا العديد من النشاطات الحية التي يجتمع بها الأعضاء وجها لوجه بعيدا بدلا عن طريق الإنترنت. يستعمل مصطلح «ويكيميت» (wkikmeet، اجتماع ويكي) لوصف هكذا نوع من الاجتماعات. يكون بعضها صغير الحجم ومن دون تخطيط، وبعضها يقام على نطاق واسع.

### ويكيمانيا
الويكيمانيا هو مؤتمر سنوي عالمي مخصص للمساهمين بمشاريع ويكيميديا (الجهة التي تدير الويكيبيديا ومشاريعها) والتي تتناول جميع المواضيع المتعلقة بها مثل برمجيات مفتوحة المصدر، المعرفة المفتوحة والتقنيات المتعلقة بهذه المواضيع.

### ويكنيك
الويكنيك (على قافية «بيكنك» التي تعني نزهة) هو مصطلح يرمز إلى سلسلة من الاجتماعات الدورية التي تقام في فصل الصيف في المدن الأميركية الرئيسية، وتعقد بالغالب قبل 4 يوليو من كل عام. وهي تعتمد فكرة قيام الويكيبيديين بنزهة معا ومشاركة الطعام والأفكار.

## مجتمع الويكيبيديا العربي

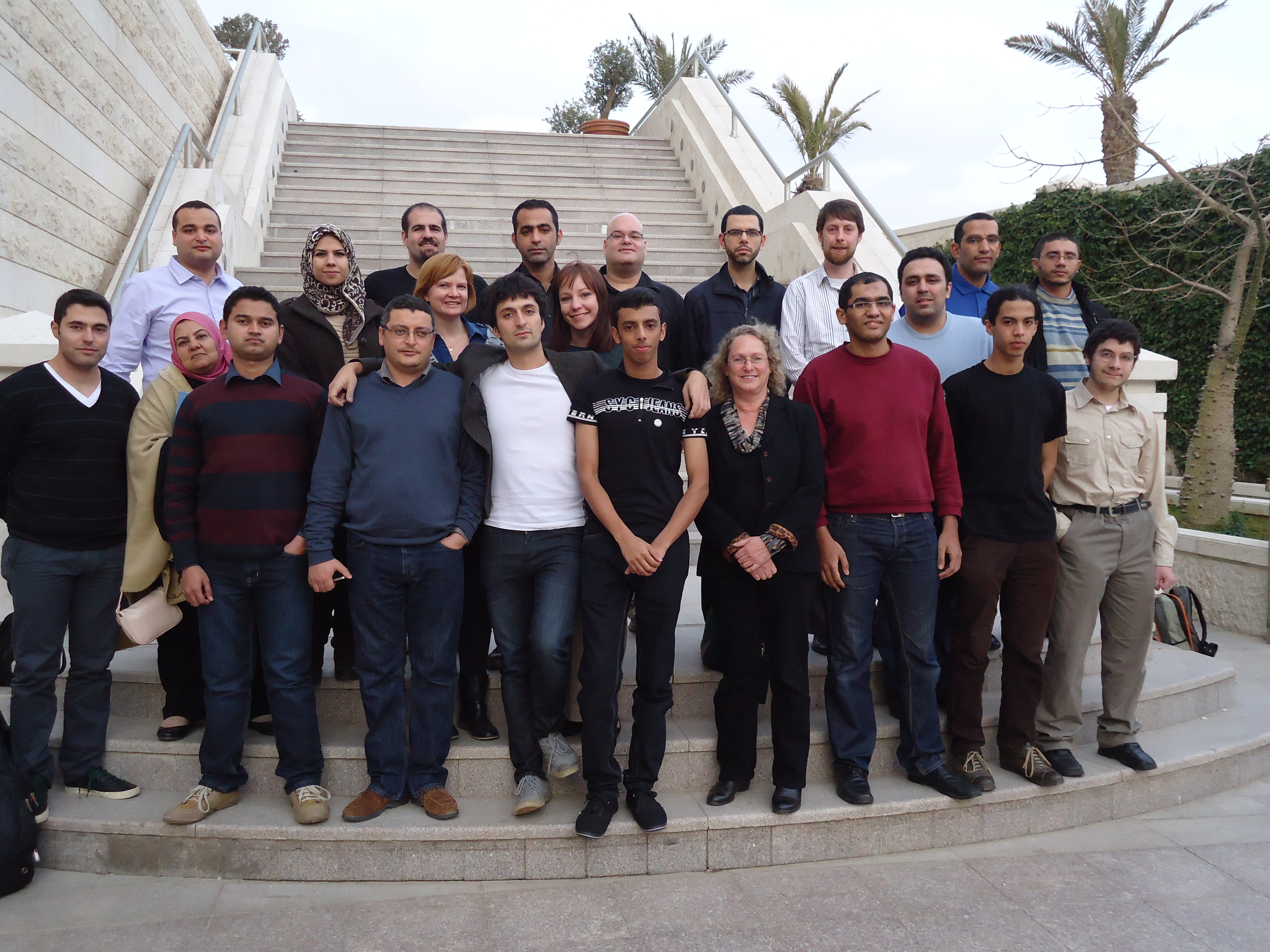
ويكيبيديون عرب شاركوا في ورشة عمل الويكيبيديا في عمان، الأردن

وللويكيبيديا العربية مجتمعها الخاص. يتواصل أعضاء المجتمع بشكل كبير عبر النقاشات في الويكيبيديا نفسها. كما أنهم أنشؤا مجموعات تواصل على الوسائط الاجتماعية مثل الفيسبوك وغوغل بلس. منها مجتمع الويكيبيديا العربي و المجموعة الويكيبيدية العربية و خواطر ويكيبيدية و ميناويكيبيديا. ودعمت مؤسسة ويكيميديا بعض الأنشطة المتعلقة بالمجتمع الويكيبيدي العربي مثل إقامة مؤتمرات وأبحاث (ويكيمينا) التي تبحث في أمور نمو الويكيبيديا العربية.[بحاجة لدقة أكثر]

## مجموعات المستخدمين يعملون على ويكيبيديا العربية
ينظم المجتمع المتحدث باللغة العربية مجهوداته على ويكيبيديا العربية والعديد من مشاريع ويكيميديا من خلال مجموعات المستخدمين والجمعيات والمؤسسات الاهلية الطوعيه
- ويكيميديا المغرب
- جمعية ويكي فلسطين

يمكنك الاطلاع على بقية القائمة ضمن تصنيف ويكيميديا في الوطن العربي

## الجماعات الويكيبيدية العربية
يتفرع المجتمع العربي الويكيبيدي إلى العديد من الجماعات التي تعمل معا على إثراء محتوى الموسوعة. أكثريتها تتشكل بشكل عفوي، وبعضها يكون منظم ومدار من قبل جهات تدعم الموسوعة. معظمها ينشط لفترة معينة وتعود وتنطفئ أو يتغير أعضائها بالكامل عبر حياة المجموعة. هناك العديد من الأفراد الذين يشاركون في أكثر من مجموعة واحدة.
- الناشطون: وهي مجموع إداريي ومحرري الموسوعة الذين يعتمدون أدوات الويكيميديا في التواصل مثل صفحات نقاش المقالات وصفحات نقاش المستخدم.
- المجموعات العفوية: عادة هي جماعات تلتقي حول الوسائط الاجتماعية مثل الفيسبوك وغوغل بلس. من أشهر الجماعات العفوية التي نشطت كانت مجموعة عرب ويكي، التي اعتمدت مجموعات جوجل في عملها، والفيلق الويكيبيدي وخواطر ويكيبيدية اللتين اعتمدتا الفايسبوك. وحتى فبراير 2014، كانت جماعتي «مجتمع الويكيبيدي العربي» (419 عضواً) و«المجموعة الويكيبيدية العربية» (1311 عضواً) ما زالتا ناشطتين على الفيسبوك، بالإضافة لظهور بعض المجموعات التنسيقية الجديدة كلجنة التنسيق العربية لمشروع (ويكي تهوى المعالم) وغيرها من اللجان الفاعلة لتطوير المحتوى.
- المجموعات المدارة: هي مجموعات أنشئت من قبل جهات رسمية أو غير رسمية بهدف إثراء الويكيبيديا. من أهمها:

- مشروع الصحة تتكلم بدعم من محرك بحث غوغل. انتهى عام 2010.
- مبادرة الملك عبد الله بن عبد العزيز التي شجعت الجامعات السعودية على تطوير مقالات الموسوعة.
- برنامج «أضف للبشرية، أضف للويكيبيديا» التي يديره مجموعة من الشباب تحت مظلة مشاريع عمرو خالد.

- المجموعات العفوية المنظمة: اتباعا لأسلوب ويكيبيديا الذي يعتمد العشوائية في الوصول إلى التنظيم، هناك جماعات ويكيبيدية عربية منظمة شكليا لكنها عفوية العضوية والديناميكية. تلتقي عادة حول مشاريع معينة ومحددة بدقة وبقوانين واضحة، إلا أن أعضاءها يتغيرون بشكل كبير. تدار أكثريتها من قبل إداريين ومحررين ناشطين في ويكيبيديا. من أهمها: يوم ويكيبيديا العربية ومقالة الأسبوع ومشاريع ويكيبيديا المختلفة. كما هناك مجموعات تعرض فكرة مشروع لزمن محدد تجتمع خارج ويكيبيديا مثل «مشروع شهر عن الطب» ومشروع «إثراء المقالات الفلسطينية».

### برنامج ويكيبيديا للتعليم في العالم العربي

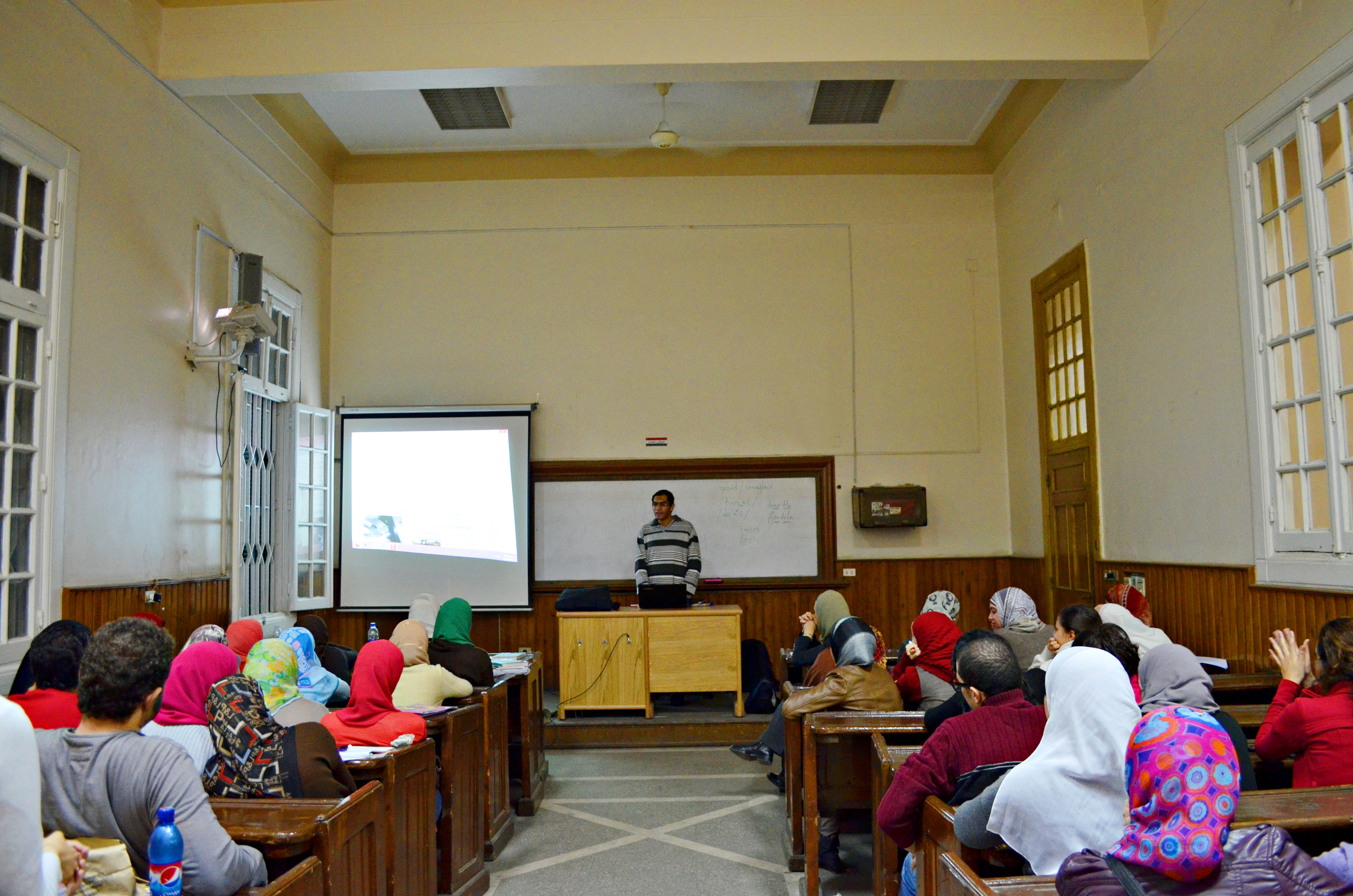
ورشة عمل في برنامج ويكيبيديا للتعليم في جامعة القاهرة

برنامج ويكيبيديا للتعليم هو برنامج يهدف لجعل ويكيبيديا جزء من المناهج الدراسية، بدأ البرنامج رسميا في الوطن العربي في جامعة القاهرة وجامعة عين شمس بداية عام 2012، ومن ثم توسع في جامعات ومدارس عربية أخرى.

## فروع ويكيميديا بالشرق الأوسط وشمال أفريقيا
لا يوجد فرع رسمي لمؤسسة ويكيميديا في أي بلد عربي حتى الآن. فبالرغم من ازدياد عدد المتطوعين المشاركين في الموسوعة العربية وتشجيعهم وإعطائهم لبعض المبادرات التي انطلقت من مصر والأردن وقطر، إلا أن المؤسسة تؤكد وعبر تقرير مديرة المؤسسة لعام 2010، سو جاردنر، بأنه لا رغبة حالية في إنشاء فرع بالوطن العربي، وهناك بعض المؤشرات بأنه لربما لن يكون هناك أبداً.
جدير بالذكر أن لدى المؤسسة 16 فرع حول العالم بخلاف مقرها الأصلي بالولايات المتحدة، وهم؛ إسرائيل، وأستراليا، والتشيك، وهونغ كونغ، وروسيا، وألمانيا، والمملكة المتحدة، وبولندا، والسويد، وسويسرا، وصربيا، وفرنسا، وإيطاليا، والنمسا، والأرجنتين، وهولندا.
أيضاً، تعترف مديرة المؤسسة في تقريرها بأن إنشاء فروع للمؤسسة في دول مثل الهند والبرازيل ومنطقة المينا (الشرق الأوسط وشمال أفريقيا) كانت صعبة جدا في إنشاءها.
- فالهند، أصبح لديها فرع جديد شاب، يُكافح وسط بيروقراطية الدولة. ولديه الآن فريق وكيان.
- البرازيل، لديها فريق عمل من أجل فتح فرع جديد، ولكنه لم يُنشأ بعد.
- منطقة المينا، ليس هناك فرع، وهناك بعض المؤشرات بأنه لربما لن يكون هناك أبدا.

## نقد
واجهت موسوعة ويكيبيديا العديد من الانتقادات، كمشروع وكمجتمع. منها ما يتعلق بمصداقيتها. ومن الانتقادات التي تتعلق بالمجتمع الويكيبيدي:
- وجود تأثيرات سلبية للسماح للمستخدمين المجهولين بتحرير المقالات.
- هناك العديد من التصرفات غير اللائقة تجاه المساهمين الجدد.
- إساءة إداريي المجتمع لسلطاتهم.
- انحياز في تحديد تراتبيات المجتمع.
- قلة نسبة مساهمة الإناث مقارنة بالذكور.
- دور جيمي ويلز، مؤسس المشروع، في المجتمع وبخاصة استغلال للمشروع لمصالح خاصة.[15]
- عمليات التخريب الكبيرة التي تحصل والتي يعود سببها كثرة المخربين بالمقارنة مع العدد الضئيل نسبيا للمحررين الذين يواجهون التخريب.[16]

ومن الانتقادات ما عبر عنه مؤسسي ومديري الويكيبيديا، منهم:
- وصفت سو غاردنر، المديرة التنفيذية للويكيبيديا، الويكيبيدي «بالشخص العجوز المتحجر الذي يطبق دليل الأسلوب بشكل عكسي».[17]
- اعتبر لاري سانجر، أحد مؤسسي الويكيبيديا، أن أعضاء المجتمع الويكيبيدي غير فعالين ومتعسفين وذلك لأنهم لا يطبقون القوانين التي يضعونها بأنفسهم ويقومون بأعمال تعسفية من دون حسيب.[18]

ومن الانتقادات الشائعة أن الويكيبيديين يعتمدون الإجماع بدلا من توخي الحقيقة.

## أنظر أيضًا
- ويكيمانيا
- مجلة ويكيبيديا